# Greg Abel
Gregory Edward Abel, detto Greg (Edmonton, 1º giugno 1962), è un imprenditore canadese, successore designato di Warren Buffett alla guida della conglomerata Berkshire Hathaway.

## Biografia
Dopo aver conseguito una laurea in contabilità presso l'Università di Alberta (in Canada) nel 1984, ha iniziato la sua carriera lavorando come dottore commercialista presso PricewaterhouseCoopers nel loro ufficio di San Francisco.
Nel 1992 è entrato a far parte di CalEnergy, un produttore di elettricità, per poi diventare nel 2008 CEO di MidAmerican Energy, una compagnia elettrica del Midwest.
Abel approda al gruppo Berkshire Hathaway nel 2014, alle dipendenze di Berkshire Hathaway Energy (BHE). Nel 2018 diventa componente del consiglio d'amministrazione e vicepresidente della conglomerata, con delega alle operazioni non assicurative.
Nel 2021 viene designato da Warren Buffett come proprio successore. Tra le conseguenze di questa decisione, è cresciuta l'aspettativa dei possessori delle azioni di Berkshire Hathaway che in futuro l'azienda sia ancora più propensa ad investire oculatamente nel settore dell'energia e del petrolio.
Il compenso annuale per l'incarico che Greg Abel svolge attualmente in Berkshire Hathaway ammonta a 19 milioni di dollari.
È stato inoltre componente dei consigli di amministrazione di The Kraft Heinz Company e di AEGIS Insurance Services.
È sempre stato elogiato, pubblicamente, dall'imprenditore e filantropo Warren Buffett.

## Berkshire Hathaway Energy
Berkshire Hathaway Energy (BHE) è una sussidiaria di Berkshire Hathaway che genera e distribuisce elettricità prodotta anche da fonti naturali (comprese l'eolico e il solare).
Nel 2022 l'amministratore delegato di BHE è Greg Abel, che è anche il successore designato da Warren Buffett per la guida della società conglomerata Berkshire Hathaway.
La società BHE è stata valutata per una cifra superiore ai 100 miliardi di dollari nel 2020.

## Sport
- Greg Abel è un appassionato di hockey, lo sport che praticava anche suo zio.
- È stato un giocatore da giovane e nel 2022 allena la squadra dove giocano i suoi figli.
- Nel 2022 è consigliere di amministrazione della Hockey Canada Foundation.